# 五辻経氏
五辻 経氏（いつつじ つねうじ）は、鎌倉時代中期の公卿。参議・五辻忠継の子。官位は従三位・参議、武蔵守。

## 経歴
以下、『公卿補任』と『尊卑分脈』の内容に従って記述する。
- 寛元3年（1245年）1月5日、叙爵。
- 建長元年（1249年）8月30日、従五位上に昇叙。
- 建長2年（1250年）9月16日、侍従に任ぜられる。
- 建長6年（1254年）1月13日、讃岐介を兼ねる。
- 建長7年（1255年）1月5日、正五位下に昇叙。
- 康元元年（1256年）12月13日、左少将に任ぜられる。
- 正嘉2年（1258年）1月5日、従四位下に昇叙。同年5月14日、右少将に遷任。
- 文応元年（1260年）11月7日、近江介を兼ねる。同月15日には従四位上に昇叙。
- 文永2年（1265年）12月25日、左中将に昇進。
- 文永4年（1267年）1月5日、正四位下に昇叙。
- 文永10年（1273年）12月16日、美濃介を兼ねる。
- 弘安4年（1281年）2月1日、蔵人頭に補される。
- 弘安7年（1284年）1月13日、参議に任ぜられる。同年5月6日、従三位に叙される。
- 弘安8年（1285年）3月6日、武蔵守を兼ねるが同日中に参議と武蔵守を辞退する。同年4月9日に出家し、同日中に薨去。

## 両統の外戚家
父・忠継と平高輔の娘との間に生まれたと考えられる忠子は後醍醐天皇を生んで談天門院の女院号を得る。一方、忠継と卜部兼直の娘との間には経氏が生まれ、経氏の娘である経子は後伏見天皇を生んだ。経子は国母としての待遇を受けることができなかったが、五辻家は結果的に後醍醐天皇と後伏見天皇の外戚となった。

## 系譜
- 父：五辻忠継
- 母：卜部兼直（正四位上行神祇大副、信濃権守）の娘
- 妻：惟宗行経の娘
  - 男子：五辻俊雅
- 妻：卜部兼直の娘
  - 女子：五辻経子